# Juanfran Torres
Juan Francisco Torres Belén (Crevillente, Alicante, 9 de enero de 1985), conocido como Juanfran, es un exfutbolista español, que jugaba de defensa, aunque en sus inicios jugó de centrocampista. Actualmente juega en Primera Regional de fútbol sala, en el CFS Intercity Crevillent.
Fue formado en las categorías inferiores del Real Madrid con quien llegó a debutar en Primera División. En la temporada 2005-06 fue cedido al R. C. D. Espanyol. Fue en ese club en el que consiguió su primer título, la Copa del Rey, enfrentándose con el Zaragoza en la final que se disputó en el Santiago Bernabéu. Un año después fichó por Osasuna, equipo en el que jugó frecuentemente como titular. El 31 de mayo de 2009 marcó un gol decisivo para la permanencia en Primera División, en el partido que enfrentó al equipo rojillo y al Real Madrid en la última jornada de Liga.
Durante el mercado de invierno de la temporada 2010-11 fichó por el Atlético de Madrid. Con el club rojiblanco conquistó la Liga Europa y la Supercopa de Europa en 2012, su segunda Copa del Rey en 2013 y la Liga y la Supercopa de España en 2014, así como la Liga Europa y la Supercopa de Europa nuevamente en 2018. En el Atlético siempre se destacó no solo por ser un gran jugador, sino por su calidad humana.  
Ha sido internacional con la selección española de fútbol disputando la Eurocopa 2012 en la que se proclamó campeón, el Mundial 2014 y la Eurocopa 2016.

## Trayectoria
Juanfran se formó en las categorías inferiores del Kelme CF, desde donde pasó a la cadena filial del Real Madrid, llegando a jugar con el primer equipo en Primera División el 24 de enero de 2004 ante el Villarreal CF. El conjunto madrileño ganó 2-1 el partido.
En la temporada 2005-06 fue cedido al RCD Espanyol. Fue en ese club en el que consiguió su primer título, la Copa del Rey, enfrentándose con el Zaragoza en la final que se disputó en el estadio Santiago Bernabéu.
Un año después fichó por Osasuna, equipo en el que jugó frecuentemente como titular. El 31 de mayo de 2009 marcó un gol decisivo para la permanencia en Primera División, en el partido que enfrentó al equipo rojillo y al Real Madrid en la última jornada de Liga.

### Atlético de Madrid

#### Inicios
El 12 de enero de 2011, durante el mercado de invierno, fue traspasado al Atlético de Madrid por 4 250 000 euros y solo dos días después debutó como titular con el conjunto rojiblanco en el Santiago Bernabéu en el partido de ida de los cuartos de final de la Copa del Rey frente al Real Madrid, finalizando el encuentro con una victoria para el club blanco por tres a uno. En el siguiente partido, el 17 de enero, hizo su debut en Liga en el Vicente Calderón en el partido correspondiente a la decimonovena jornada que finalizó con una victoria por tres a cero frente al Mallorca. En la última jornada de Liga marcó en el Iberostar Estadio su primer gol con la camiseta del Atlético de Madrid frente al Mallorca consiguiendo la victoria tres a cuatro. El gol tuvo un sabor especial pues se lo dedicó a su padre que había fallecido unas semanas antes. 

#### Cambio a la defensa
En la temporada 2011-12, el 28 de julio, disputó su primer partido europeo con la camiseta del Atlético de Madrid en el partido de ida de la tercera ronda de clasificación de la Liga Europa, finalizando el partido con una victoria por dos a uno. El 28 de agosto de 2011 disputó su partido número 200 en Primera División en el empate a cero ante su exequipo, el Club Atlético Osasuna. El 29 de septiembre, en el partido correspondiente a la segunda jornada de la fase de grupos de la Liga Europa que le enfrentó al Rennes, Juanfran anotó su primer gol en competición europea con el Atlético de Madrid poniendo el definitivo empate a uno en el marcador.
Hasta esa temporada Juanfran había jugado siempre principalmente como centrocampista por la banda derecha. Ante las bajas de los jugadores que jugaban como laterales derechos en el equipo, el por entonces entrenador del equipo Gregorio Manzano, se vio obligado a usarle como solución de emergencia en ese puesto. Pero fue con la llegada del nuevo entrenador, Diego Pablo Simeone, cuando Juanfran se asentó en esa nueva posición convirtiéndose en pieza clave en la defensa del club colchonero.
Fue jugando en ese puesto cuando el 9 de mayo de 2012 consiguió su primer título internacional proclamándose con su equipo campeón de la Liga Europa al vencer por 3 goles a 0 al Athletic Club.

#### Regularidad
Al ser campeón de la Liga Europa en 2012, el 31 de agosto de 2012 el Atleti tuvo que disputar la final de la Supercopa de Europa. En dicha final se proclamó campeón venciendo al Chelsea, campeón de la Liga de Campeones, por cuatro goles a uno.
En la competición liguera el Atlético de Madrid tuvo una actuación destacada acabando la temporada tercero siendo además la defensa, de la que Juanfran formó parte, la menos goleada de la competición. De este modo, Juanfran siguió sumando partidos y así el 3 de noviembre de 2012 disputó su quincuagésimo partido de Liga con la camiseta del Atlético de Madrid, aunque no lo pudo hacer con una victoria al caer derrotado por dos a cero ante el Valencia Club de Fútbol, y el 10 de marzo de 2013 disputó su partido número 250 de Primera División en la derrota por cero a uno ante la Real Sociedad en la vigésimo séptima jornada.
En la Copa del Rey, el Atlético se clasificó para jugar la final el 17 de mayo de 2013 en el Santiago Bernabéu frente al eterno rival, el Real Madrid. En dicha final, en la que Juanfran jugó como titular, conquistó su segundo título de Copa. En ese partido realizó una de las jugadas más destacadas del encuentro al despejar el balón en la línea de gol.

#### Campeón de Liga
Durante la temporada 2013-14, el 29 de marzo de 2014, disputó su partido número 150 con la camiseta del club colchonero. Tal acontecimiento se produjo en la victoria por uno a dos ante el Athletic Club que mantuvo al equipo en la cabeza de la Liga en solitario. Finalmente, consiguió el título en la última jornada gracias al empate a uno frente al Fútbol Club Barcelona obtenido en su estadio. Juanfran continuó siendo el lateral derecho titular y contribuyó a que el club fuera el menos goleado de la competición y a que Thibaut Courtois conquistara su segundo Trofeo Zamora consecutivo. Gracias a sus buenas actuaciones fue elegido por LaLiga en el once ideal de la Liga.
En la Liga de Campeones en el partido de vuelta de las semifinales fue elegido Man of the Match en la victoria por uno a tres dando la asistencia del primer gol. Gracias a esta victoria el Atlético de Madrid se clasificó para jugar la segunda final de su historia, en Lisboa frente al Real Madrid. Juanfran disputó el partido completo incluyendo la prórroga a la que se llegó tras marcar Sergio Ramos en el descuento. Finalmente, el Real Madrid se impuso y se llevó el partido por cuatro a uno.

#### 2014-15
Tras la vuelta del Mundial Juanfran renovó su contrato hasta 2018 con el Atlético de Madrid. La temporada comenzó con la disputa de la Supercopa de España en la que el Atlético de Madrid se proclamó campeón empatando a uno en el Bernabéu frente al Real Madrid y ganando por uno a cero en el Calderón.
En la Liga de Campeones, Juanfran fue titular en todos los partidos. Además, en la segunda jornada, en la que venció por uno a cero a la Juventus, Juanfran dio el pase del gol y fue elegido en el equipo de la jornada de la UEFA. De nuevo, jornadas más tarde, en la victoria por cuatro a cero ante el Olympiacos, Juanfran dio también la asistencia del primer gol y volvió a ser elegido en el once de la jornada.
El Atlético de Madrid terminó la temporada en tercera posición consiguiendo la clasificación para la Liga de Campeones. Juanfran jugó la mayoría de partidos como titular en el lateral derecho solo perdiéndose aquellos en los que el entrenador consideró que debía descansar o en los que estuvo sancionado.

#### 2015-16
En esta temporada, Juanfran fue decisivo en dos partidos de la Liga de Campeones de los octavos de final contra el PSV Eindhoven. El 15 de marzo de 2016, en el segundo partido, tomó el penalti decisivo en la victoria por 8-7 en la tanda (0-0 en el global); siendo el héroe del pase a cuartos. No obstante en la final de la competición, la suerte le fue esquiva. El partido disputado en San Siro acabó 1-1 (dando Juanfran la asistencia de gol a Yannick Ferreira Carrasco en el gol del Atlético) y todo se volvió a decidir en la tanda de penaltis, donde fue el único jugador que no pudo convertir su penalti, ganando de esta forma el Real Madrid por segunda vez la final a costa de los colchoneros al igual que en el cotejo de Lisboa de 2 años antes.
Mientras tanto, en Liga, Juanfran volvió a ser indiscutible en el lateral derecho, jugando 35 partidos y anotando un gol, además de repartir otra asistencia. El equipo volvió a quedar en tercera posición en el torneo nacional.
A principios de 2017 retornó a su posición original de centrocampista dejando 3 goles para el Atlético.[cita requerida]

### São Paulo
El 3 de agosto fichó por el São Paulo F. C. hasta diciembre de 2020, en julio de 2021 anunció su retirada del fútbol profesional

## Selección nacional
Juanfran ha sido internacional en las categorías inferiores de la selección, participando en los mundiales Sub-20 de 2003 y 2005, siendo subcampeón en el primero junto a Andrés Iniesta entre otros.
El 15 de mayo de 2012 su nombre apareció como convocado por primera vez en la lista para los siguientes amistosos de la selección española absoluta, ante Serbia y ante Corea del Sur, dada por el seleccionador Vicente del Bosque. Debutó el 26 de mayo en el partido contra la selección nacional de Serbia portando el dorsal número 6 y jugando el partido entero. Al día siguiente, el seleccionador Vicente Del Bosque le convocó para disputar la Eurocopa de 2012 que se disputó en Polonia y Ucrania en la que se proclamó campeón pese a no disputar ningún minuto del torneo.
Anotó su primer gol con la camiseta de la Selección el 16 de noviembre de 2013 en un partido amistoso ante Guinea Ecuatorial. Posteriormente la FIFA decidió invalidar el partido debido a un problema con la nacionalidad del árbitro y no tenerlo en cuenta para sus estadísticas aunque sí lo hace la Federación Española.
El 31 de mayo de 2014 fue convocado en la lista oficial para disputar el Mundial con la selección española. En dicho Mundial la Selección fue eliminada en la primera fase tras perder los dos primeros partidos ante Países Bajos y Chile. Juanfran solo disputó el último partido ante Australia en la que dio una asistencia a David Villa y que España ganó por tres a cero.

### Participaciones en Eurocopas
| Eurocopa      | Sede              | Resultado        |
| ------------- | ----------------- | ---------------- |
| Eurocopa 2012 | Polonia y Ucrania | Campeón          |
| Eurocopa 2016 | Francia           | Octavos de final |

### Participaciones en Copas del Mundo
| Mundial      | Sede   | Resultado    |
| ------------ | ------ | ------------ |
| Mundial 2014 | Brasil | Primera fase |

## Estadísticas

### Clubes
- Actualizado el 23 de febrero de 2021:[22]

| Club | Div.          | Temporada     | Liga  | Liga  | Estatal | Estatal | Copas nacionales(1) | Copas nacionales(1) | Torneos internacionales(2) | Torneos internacionales(2) | Total | Total | Media goleadora |
| Club | Div.          | Temporada     | Part. | Goles | Part.   | Goles   | Part.               | Goles               | Part.                      | Goles                      | Part. | Goles | Media goleadora |
| --- | ------------- | ------------- | ----- | ----- | ------- | ------- | ------------------- | ------------------- | -------------------------- | -------------------------- | ----- | ----- | --------------- |
| Real Madrid C. F. "B" · España | 2.ª B         | 2002-03       | 1     | 1     | -       | -       | -                   | -                   | -                          | -                          | 1     | 1     | 1               |
| Real Madrid C. F. "B" · España | 2.ª B         | 2003-04       | 29    | 2     | -       | -       | -                   | -                   | -                          | -                          | 29    | 2     | 0,07            |
| Real Madrid C. F. "B" · España | 2.ª B         | 2004-05       | 33    | 6     | -       | -       | -                   | -                   | -                          | -                          | 33    | 6     | 0,18            |
| Real Madrid C. F. "B" · España | Total club    | Total club    | 63    | 9     | -       | -       | -                   | -                   | -                          | -                          | 63    | 9     | 0,14            |
| Real Madrid C. F. · España | 1.ª           | 2003-04       | 5     | 0     | -       | -       | 3                   | 0                   | -                          | -                          | 8     | 0     | 0               |
| Real Madrid C. F. · España | 1.ª           | 2004-05       | 1     | 0     | -       | -       | 2                   | 0                   | -                          | -                          | 3     | 0     | 0               |
| Real Madrid C. F. · España | Total club    | Total club    | 6     | 0     | -       | -       | 5                   | 0                   | -                          | -                          | 11    | 0     | 0               |
| R. C. D. Espanyol · España | 1.ª           | 2005-06       | 30    | 1     | -       | -       | 6                   | 0                   | 3                          | 0                          | 39    | 1     | 0,03            |
| R. C. D. Espanyol · España | Total club    | Total club    | 30    | 1     | -       | -       | 6                   | 0                   | 3                          | 0                          | 39    | 1     | 0,03            |
| C. A. Osasuna · España | 1.ª           | 2006-07       | 28    | 2     | -       | -       | 4                   | 0                   | 9                          | 1                          | 41    | 3     | 0,07            |
| C. A. Osasuna · España | 1.ª           | 2007-08       | 34    | 3     | -       | -       | 2                   | 0                   | -                          | -                          | 36    | 3     | 0,08            |
| C. A. Osasuna · España | 1.ª           | 2008-09       | 35    | 2     | -       | -       | 1                   | 0                   | -                          | -                          | 36    | 2     | 0,06            |
| C. A. Osasuna · España | 1.ª           | 2009-10       | 33    | 4     | -       | -       | 3                   | 0                   | -                          | -                          | 36    | 4     | 0,11            |
| C. A. Osasuna · España | 1.ª           | 2010-11       | 18    | 0     | -       | -       | 2                   | 1                   | -                          | -                          | 20    | 1     | 0,05            |
| C. A. Osasuna · España | Total club    | Total club    | 148   | 11    | -       | -       | 12                  | 1                   | 9                          | 1                          | 169   | 13    | 0,08            |
| Atlético de Madrid · España | 1.ª           | 2010-11       | 15    | 1     | -       | -       | 2                   | 0                   | -                          | -                          | 17    | 1     | 0,06            |
| Atlético de Madrid · España | 1.ª           | 2011-12       | 26    | 0     | -       | -       | 2                   | 0                   | 16                         | 1                          | 44    | 1     | 0,02            |
| Atlético de Madrid · España | 1.ª           | 2012-13       | 35    | 1     | -       | -       | 6                   | 0                   | 4                          | 0                          | 45    | 1     | 0,02            |
| Atlético de Madrid · España | 1.ª           | 2013-14       | 35    | 0     | -       | -       | 8                   | 0                   | 12                         | 0                          | 55    | 0     | 0               |
| Atlético de Madrid · España | 1.ª           | 2014-15       | 35    | 0     | -       | -       | 5                   | 0                   | 10                         | 0                          | 50    | 0     | 0               |
| Atlético de Madrid · España | 1.ª           | 2015-16       | 35    | 1     | -       | -       | 1                   | 0                   | 12                         | 0                          | 48    | 1     | 0,02            |
| Atlético de Madrid · España | 1.ª           | 2016-17       | 23    | 0     | -       | -       | 7                   | 2                   | 6                          | 0                          | 36    | 2     | 0,06            |
| Atlético de Madrid · España | 1.ª           | 2017-18       | 17    | 0     | -       | -       | 3                   | 0                   | 10                         | 0                          | 30    | 0     | 0               |
| Atlético de Madrid · España | 1.ª           | 2018-19       | 22    | 0     | -       | -       | 2                   | 0                   | 6                          | 0                          | 30    | 0     | 0               |
| Atlético de Madrid · España | Total club    | Total club    | 243   | 3     | -       | -       | 36                  | 2                   | 76                         | 1                          | 355   | 6     | 0,02            |
| São Paulo F. C. · Brasil | 1.ª           | 2019          | 17    | 0     | -       | -       | -                   | -                   | -                          | -                          | 17    | 0     | 0               |
| São Paulo F. C. · Brasil | 1.ª           | 2020          | 23    | 0     | 10      | 0       | 4                   | 0                   | 2                          | 0                          | 39    | 0     | 0               |
| São Paulo F. C. · Brasil | Total club    | Total club    | 40    | 0     | 10      | 0       | 4                   | 0                   | 2                          | 0                          | 56    | 0     | 0               |
| Total carrera | Total carrera | Total carrera | 530   | 24    | 10      | 0       | 63                  | 3                   | 90                         | 2                          | 693   | 29    | 0,04            |
| (1) Incluye datos de Copa del Rey (2005-15); Supercopa de España (2013-14) y Copa de Brasil (2020). (2) Incluye datos de Liga Europa (2006-07) y (2011-13); Supercopa de Europa (2012); Liga de Campeones (2013-16); Copa Libertadores (2020). |               |               |       |       |         |         |                     |                     |                            |                            |       |       |                 |

### Selecciones

#### Participaciones en fases finales
| Competición                    | Categoría | Sede              | Resultado        | Partidos | Goles |
| ------------------------------ | --------- | ----------------- | ---------------- | -------- | ----- |
| Eurocopa 2012                  | Absoluta  | Polonia y Ucrania | Campeón          | 0        | 0     |
| Copa Mundial de Fútbol de 2014 | Absoluta  | Brasil            | Primera fase     | 1        | 0     |
| Eurocopa 2016                  | Absoluta  | Francia           | Octavos de final | 4        | 0     |
| Total                          | Total     | Total             | Total            | 5        | 0     |

## Palmarés

### Títulos nacionales
| Título              | Club               | País   | Año  |
| ------------------- | ------------------ | ------ | ---- |
| Copa del Rey        | R. C. D. Espanyol  | España | 2006 |
| Copa del Rey        | Atlético de Madrid | España | 2013 |
| Primera División    | Atlético de Madrid | España | 2014 |
| Supercopa de España | Atlético de Madrid | España | 2014 |

### Títulos internacionales
| Título                 | Club (*)            | Sede              | Año  |
| ---------------------- | ------------------- | ----------------- | ---- |
| Eurocopa Sub-19        | España sub-19       | Suiza             | 2004 |
| Liga Europa de la UEFA | Atlético de Madrid  | Bucarest          | 2012 |
| Eurocopa               | Selección de España | Polonia y Ucrania | 2012 |
| Supercopa de Europa    | Atlético de Madrid  | Mónaco            | 2012 |
| Liga Europa de la UEFA | Atlético de Madrid  | Lyon              | 2018 |
| Supercopa de Europa    | Atlético de Madrid  | Tallin            | 2018 |

### Distinciones individuales
| Distinción                                  | Año  |
| ------------------------------------------- | ---- |
| Banda derecha de plata de Fútbol Draft      | 2006 |
| Mejor jugador del Chelsea - At. Madrid      | 2014 |
| Incluido en el equipo ideal de la Liga BBVA | 2014 |